# 2001년 인도-방글라데시 국경 분쟁
인도-방글라데시 국경 분쟁은 2001년 4월 16일 새벽 방글라데시 육군 부대가 인도와 분쟁 중인 국경 마을을 공격하면서 시작되었다. 이에 인도는 국경 지역의 방글라데시군을 상대로 대대적인 보복 공격을 개시하면서 두 나라간의 무력 충돌이 격화되었다. 4월 20일 양국의 군 수뇌부가 정전에 합의하면서 전쟁이 종료됐다.